# TP d'Or 2006
Els Premis TP d'Or 2006 s'entregaren el 26 de març de 2007. La gala va tenir lloc al Teatro Madrid, va estar organitzada per La Sexta i presentada per Patricia Conde i Ángel Martín (Sé lo que hicisteis...):

## Llista de guardonats
| Categoria                                      | Programa                             | Persona                              | Resultat   |
| ---------------------------------------------- | ------------------------------------ | ------------------------------------ | ---------- |
| Millor actor                                   | Cuéntame cómo pasó                   | Imanol Arias                         | Guanyador  |
| Millor actor                                   | Aída                                 | Paco León                            | Nominat    |
| Millor actor                                   | Hospital Central                     | Jordi Rebellón López                 | Nominat    |
| millor actriu                                  | Cuéntame cómo pasó                   | Ana Duato                            | Guanyadora |
| millor actriu                                  | Yo soy Bea                           | Ruth Núñez                           | Nominada   |
| millor actriu                                  | Aída                                 | Carmen Machi                         | Nominada   |
| millor presentador de varietats i espectacle   | Operación Triunfo i Allá tú          | Jesús Vázquez                        | Guanyador  |
| millor presentador de varietats i espectacle   | Buenafuente                          | Andreu Buenafuente                   | Nominat    |
| millor presentador de varietats i espectacle   | El Intermedio                        | El Gran Wyoming                      | Nominat    |
| Millor presentadora de varietats i espectacles | El programa de Ana Rosa              | Ana Rosa Quintana                    | Guanyadora |
| Millor presentadora de varietats i espectacles | Noche Hache                          | Eva Hache                            | Nominada   |
| Millor presentadora de varietats i espectacles | Sé lo que hicisteis la última semana | Patricia Conde                       | Nominada   |
| millor presentador/a d'Informatius             | Antena 3 Noticias                    | Matías Prats                         | Guanyador  |
| millor presentador/a d'Informatius             | LaSexta Noticias                     | Mamen Mendizábal                     | Nominat    |
| millor presentador/a d'Informatius             | Telediario                           | Lorenzo Milá                         | Nominat    |
| millor sèrie nacional                          | Hospital Central                     | Hospital Central                     | Guanyador  |
| millor sèrie nacional                          | Aída                                 | Aída                                 | Nominat    |
| millor sèrie nacional                          | Cuéntame cómo pasó                   | Cuéntame cómo pasó                   | Nominat    |
| millor sèrie estrangera                        | House                                | House                                | Guanyador  |
| millor sèrie estrangera                        | CSI: Crime Scene Investigation       | CSI: Crime Scene Investigation       | Nominat    |
| millor sèrie estrangera                        | Prison Break                         | Prison Break                         | Nominat    |
| millor telenovel·la o serial                   | Yo soy Bea                           | Yo soy Bea                           | Guanyador  |
| millor telenovel·la o serial                   | Amar en tiempos revueltos            | Amar en tiempos revueltos            | Nominat    |
| millor telenovel·la o serial                   | Pasión de gavilanes                  | Pasión de gavilanes                  | Nominat    |
| millor informatiu diari                        | Antena 3 Noticias 21,00              | Antena 3 Noticias 21,00              | Guanyador  |
| millor informatiu diari                        | Informativos Telecinco 14,30         | Informativos Telecinco 14,30         | Nominat    |
| millor informatiu diari                        | Telediario 2                         | Telediario 2                         | Nominat    |
| millor programa d'actualitat i reportatges     | Callejeros                           | Callejeros                           | Guanyador  |
| millor programa d'actualitat i reportatges     | Espejo público                       | Espejo público                       | Nominat    |
| millor programa d'actualitat i reportatges     | El Intermedio                        | El Intermedio                        | Nominat    |
| millor programa d'espectacle i entreteniment   | Buenafuente                          | Buenafuente                          | Guanyador  |
| millor programa d'espectacle i entreteniment   | Camera Café                          | Camera Café                          | Nominat    |
| millor programa d'espectacle i entreteniment   | Sé lo que hicisteis la última semana | Sé lo que hicisteis la última semana | Nominat    |
| millor magazine                                | Channel nº4                          | Channel nº4                          | Guanyador  |
| millor magazine                                | El programa de Ana Rosa              | El programa de Ana Rosa              | Nominat    |
| millor magazine                                | Gente                                | Gente                                | Nominat    |
| millor concurs                                 | ¿Quién quiere ser millonario?        | ¿Quién quiere ser millonario?        | Guanyador  |
| millor concurs                                 | Allá tú                              | Allá tú                              | Nominat    |
| millor concurs                                 | La ruleta de la suerte               | La ruleta de la suerte               | Nominat    |
| millor reality                                 | Operación Triunfo                    | Operación Triunfo                    | Guanyador  |
| millor reality                                 | Gran hermano                         | Gran hermano                         | Nominat    |
| millor reality                                 | El show de Cándido                   | El show de Cándido                   | Nominat    |
| Millor sèrie d'animació                        | Els Simpson                          | Els Simpson                          | Guanyador  |
| Millor sèrie d'animació                        | Los Lunnis                           | Los Lunnis                           | Nominat    |
| Millor sèrie d'animació                        | Family Guy                           | Family Guy                           | Nominat    |
| millor programa infantil/juvenil               | Los Lunnis                           | Los Lunnis                           | Guanyador  |
| millor programa infantil/juvenil               | Humor Amarillo                       | Humor Amarillo                       | Nominat    |
| millor programa infantil/juvenil               | Megatrix                             | Megatrix                             | Nominat    |